# Анн-Арбор
Анн-А́рбор (англ. Ann Arbor, /(ˌ)æn-ˈɑːrbər/), также Энн-А́рбор — город в американском штате Мичиган, центр округа Уоштено. Является седьмым по числу жителей городом штата с населением 114 110 человек, по данным переписи 2000 года, из которых 32 % (36 892) — студенты.
Анн-Арбор известен как город, где находится главный кампус Мичиганского университета, перенесённый туда из Детройта в 1837 году. В Анн-Арборе расположена Детройтская обсерватория и Художественный музей Мичиганского университета.

## История
Город основан в 1824 году земельными спекулянтами Джоном Алленом и Элишей Рэмзи. Они купили у государства за 800 долларов 640 акров (260 га) дубового леса и 25 мая 1824 года зарегистрировали земельный участок под названием Annarbour — вероятно, первая часть, Ann, в честь своих жён, которых одинаково звали Энн, а Arbor в значении «роща» по посадкам там дуба крупноплодного.
Анн-Арбор стал поселением округа Ваштено в 1827 году, был преобразован в сельское поселение в 1833 году. Земельная группа Анн-Арбор Лэнд приобрела в этой местности 40 акров (16 га) необработанных земель, которые были включены в состав. В 1837 году Анн-Арбор получил предложение принять Мичиганский университет, который переехал туда в 1837 году.
После переезда университета история города сплелась с историей университета. Город стал региональным транспортным центром в 1839 году, после открытия Мичиганской центральной железной дороги. В 1878 году железнодорожные пути на север и на юг связали Анн-Арбор с Толедо на севере и другими рынками на юге. В 1840-е и 1850-е годы в город прибывало много поселенцев. В основном они были английского происхождения, но немцев, ирландцев и афроамериканцев никогда не было. В 1851 году Анн-Арбор получил статус города. Небольшой спад населения произошёл во время экономического кризиса 1873 года. В начале 1880-х годов население города снова стало расти за счёт иммигрантов из Греции, Италии, России и Польши. Произошёл значительный рост городской промышленности, особенно фрезерной. В начале XX века значительно усилилась городская еврейская община, первая и старейшая на сегодняшний день синагога была основана в 1916 году.
В 1960-е и 1970-е гг. город считался важным центром либеральной политики. Также он был известен как центр левого активизма, движений за гражданские права и за остановку войны во Вьетнаме. В их ядре было студенческое движение — первый митинг общенациональной группы «Студенты за демократическое общество» состоялся в Анн-Арборе в 1960 году; в 1965 году в городе была организована первая акция протеста против Вьетнамской войны. В течение последующих 15 лет многие контркультурные и «Новые левые» предприятия преобразили городские округа. Перемены в муниципальной политике стали видны в начале-середине 1970-х годов, когда в городской совет были избраны (благодаря студенческой части электората) три депутата от Партии за права человека. Благодаря им были изданы первые антидискриминационные законы, декриминализовалось владение марихуаной, закон о контроле над арендой. Помимо либеральных и левых движений в Анн-Арборе появились правые общественные движения. В их числе «Божье слово» (появилось в 1967 году) — харизматическое межконфессиональное движение, и правовой центр Томаса Мо (появился в 1999 году), занимающийся религиозно-консервативной пропагандой.
В 1956 году жители города проголосовали за объединение города и прилегающих территорий в городскую агломерацию Анн-Арбор. В последние несколько десятилетий уплотнение застройки привело к резкому росту стоимости элитного жилья и увеличению площади города, поглощению им окружающей сельской местности. 4 ноября 2003 года на референдуме был утверждён план «зелёного пояса»: городское правительство купило земли, смежные с территориями перспективной застройки, для их сохранения. С тех пор ведутся дискуссии о пределах роста города. Ежегодно различные СМИ публикуют список, классифицирующий «лучшие места для жизни» в США; в 2008 году Анн-Арбор занял 27-е место из 100 «лучших малых городов Америки».
В августе 2020 года Яндекс объявил о запуске регулярного тестирования своих беспилотных автомобилей в Анн-Арборе.

## Экономика
В городе находится штаб-квартира грузовой и логистической компании Con-way и её дочерней автотранспортной компании Con-way Freight (специализацией которой является доставка мелких и сборных грузов).
Здесь же расположен головной офис международной сети ресторанов фастфуда Domino’s Pizza.

## География и городской пейзаж
По данным бюро переписи населения США, площадь города составляет 72 км², из них 1,8 км² (2,43 %) занимают водные пространства (в основном река Гурон). Город расположен примерно в 56 км к западу от Детройта. Место расположения Анн-Арбора — благоприятно для земледелия и выращивания фруктов. Пейзаж вокруг реки Гурон — долины и холмы, ландшафт становится круче у реки. Высота холмов — от 230 метров вдоль реки до 300 метров к западу от города. В целом, западные и центральные, а также северо-западные кварталы города, где расположен северный корпус университета — высочайшие его части; наиболее низкими являются места вдоль реки и на юго-востоке. Аэропорт находится к югу от города, на высоте 256 метров.

## Климат
| Показатель                    | Янв. | Фев. | Март | Апр. | Май  | Июнь | Июль | Авг. | Сен. | Окт. | Нояб. | Дек. | Год   |
| ----------------------------- | ---- | ---- | ---- | ---- | ---- | ---- | ---- | ---- | ---- | ---- | ----- | ---- | ----- |
| Абсолютный максимум, °C       | 22   | 19   | 28   | 31   | 35   | 39   | 41   | 40   | 37   | 33   | 26    | 19   | 41    |
| Средний суточный максимум, °C | −0,3 | 1,8  | 7,9  | 15,6 | 21,6 | 26,6 | 28,6 | 27,4 | 23,6 | 16,6 | 8,9   | 1,7  | 15,0  |
| Средняя температура, °C       | −4,1 | −2,5 | 2,6  | 9,5  | 15,3 | 20,5 | 22,7 | 21,8 | 17,8 | 11,2 | 4,8   | −1,7 | 9,8   |
| Средний суточный минимум, °C  | −7,8 | −6,7 | −2,7 | 3,3  | 9,0  | 14,4 | 16,7 | 16,2 | 11,9 | 5,8  | 0,6   | −5   | 4,6   |
| Абсолютный минимум, °C        | −30  | −31  | −22  | −14  | −7   | 2    | 3    | 4    | −3   | −7   | −17   | −29  | −31   |
| Норма осадков, мм             | 65,8 | 61,0 | 67,6 | 82,6 | 86,9 | 93,5 | 91,7 | 93,7 | 87,6 | 71,9 | 78,5  | 73,4 | 953,8 |
| Источник: NOAA                |      |      |      |      |      |      |      |      |      |      |       |      |       |

## Города-побратимы
- Белиз, Белиз
- Дакар, Сенегал
- Лубны, Украина
- Питерборо, Онтарио, Канада
- Ремедиос[англ.], Куба
- Тюбинген, Германия
- Хиконэ, Япония
- Хуигальпа, Никарагуа

## Издательство «Ардис»
В городе в период 1971—2002 годов работало издательство «Ардис Паблишинг», специализировавшееся на издании русской литературы на языке оригинала и в английском переводе. Издательство сыграло значительную роль в поддержке русской литературы, лишённой возможности свободно развиваться в СССР. Книги, изданные «Ардисом», оказали большое влияние на формирование мнения о русской литературе в США.

## Известные уроженцы и жители
- Курт Веннер — художник, известный своей монументальной и уличной живописью мелом с использованием проекции, называемой анаморфозом.
- Ина Кьюб — американская певица и музыкант, выступающая под псевдонимами Лорел Хейло и King Felix.
- Игги Поп — американский рок-певец, музыкант и актёр, лидер группы The Stooges
- Боб Чаппуис (англ. Bob Chappuis) (1923—2012), американский футболист, «звезда» американского футбола, квотербек.
- Дэвид Зинн — художник, уличная живопись, иллюстрации
- Деникин, Антон Иванович (4.12.1872-7.8.1947) русский военачальник, политический и общественный деятель, писатель, мемуарист, публицист и военный документалист.

### Иосиф Бродский в Анн-Арборе
Нобелевский лауреат, поэт Иосиф Бродский в июле 1972 года переехал Анн-Арбор, где принял пост «приглашённого поэта» (poet-in-residence) в Мичиганском университете в Анн-Арборе, в котором преподавал с перерывами до 1980 года.